# Адам Бенедіктссон
Заголовок цієї статті — це ісландське ім'я, де Адам — особове ім'я, а Бенедіктссон — ім'я по батькові. 
Адам Інгі Бенедіктссон (ісл. Adam Ingi Benediktsson, нар. 28 жовтня 2002, Грюндарфьярдар, Ісландія) — ісландський футболіст, воротар шведського клубу «Гетеборг».

## Клубна кар'єра
Адам Бенедіктссон народився у місті Грюндарфьярдар. Футболом почав займатися у клубі «Хабнарфьордюр». У віці 15 - ти років Адам перейшов до клубу «Коупавогур», де продовжив грати у молодіжному чемпіонату. 
Влітку 2019 року воротар перебрався до Швеції, де приєнався до клубу «Гетеборг» і два роки виступав за юнацький склад команди. З 2021 року Бенедіктссона почали залучати до матчів першої команди. 27 вересня він вперше потрапив до заявки команди на матч. У листопаді Адам підписав з клубом свій перший професійний контракт, дія якого розрахована до кінця 2024 року. В передостанньому турі Аллсвенскан проти «Естерсунда» Бенедіктссон дебютував в основі «Гетеборга» і в тому матчі зберіг свої ворота «сухими».

## Збірна
З 2018 року Адам Бенедіктссон виступав за юнацькі збірні Ісландії.